# Bamburgh
Bamburgh er en landsby og sogn ud til kysten i Northumberland, England. Den havde et befolkningstal på 454 i 2001, hvilket var faldet til 414 ved opgørelsen i 2011.
Landsbyen er kendt for den nærliggende Bamburgh Castle, der har været sæde for de tidligere konger af Northumbria, og for sin associering med den victorianske heltinde Grace Darling, der er begravet her.
De omfattende strande ved landsbyen fik tildelt tlåt flag rural beach award i 2005. Bamburgh Dunes er et Site of Special Scientific Interest, ligger bag strandende. Bamburgh er en populær feriedestination og den ligger inden for Northumberland Coast Area of Outstanding Natural Beauty.